# Jeholopterus

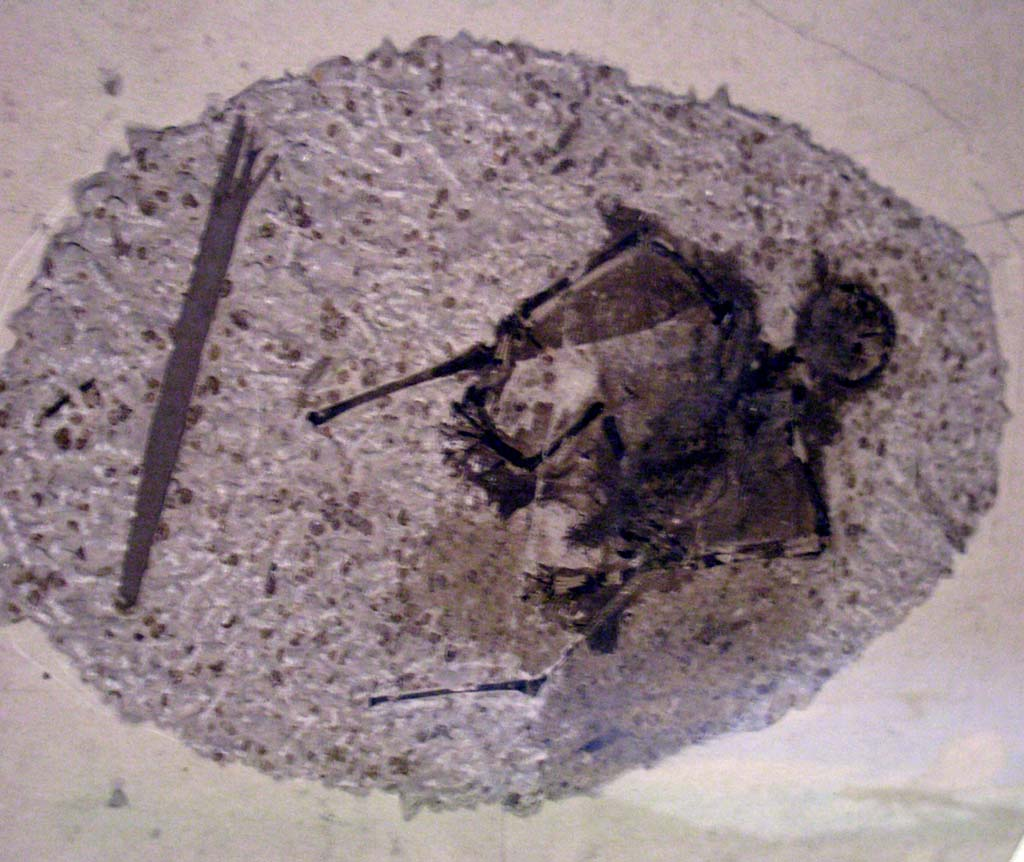
Een nieuw exemplaar toegeschreven aan Jeholopterus

Jeholopterus is een geslacht van uitgestorven pterosauriërs, behorend tot de Anurognathidae, dat in het gebied van het huidige China leefde. De enige benoemde soort is Jeholopterus ninchengensis.

## Naamgeving
De soort is in 2002 benoemd en beschreven door Wang Xiaolin, Zhou Zhonghe en Xu Xing. De geslachtsnaam verbindt de naam van de Jehol-groep, de aardlagen waaruit het fossiel stamt, met een gelatiniseerd Klassiek Grieks pteron, 'vleugel'. De soortaanduiding verwijst naar het district Nincheng in Binnen-Mongolië.

## Fossiel materiaal

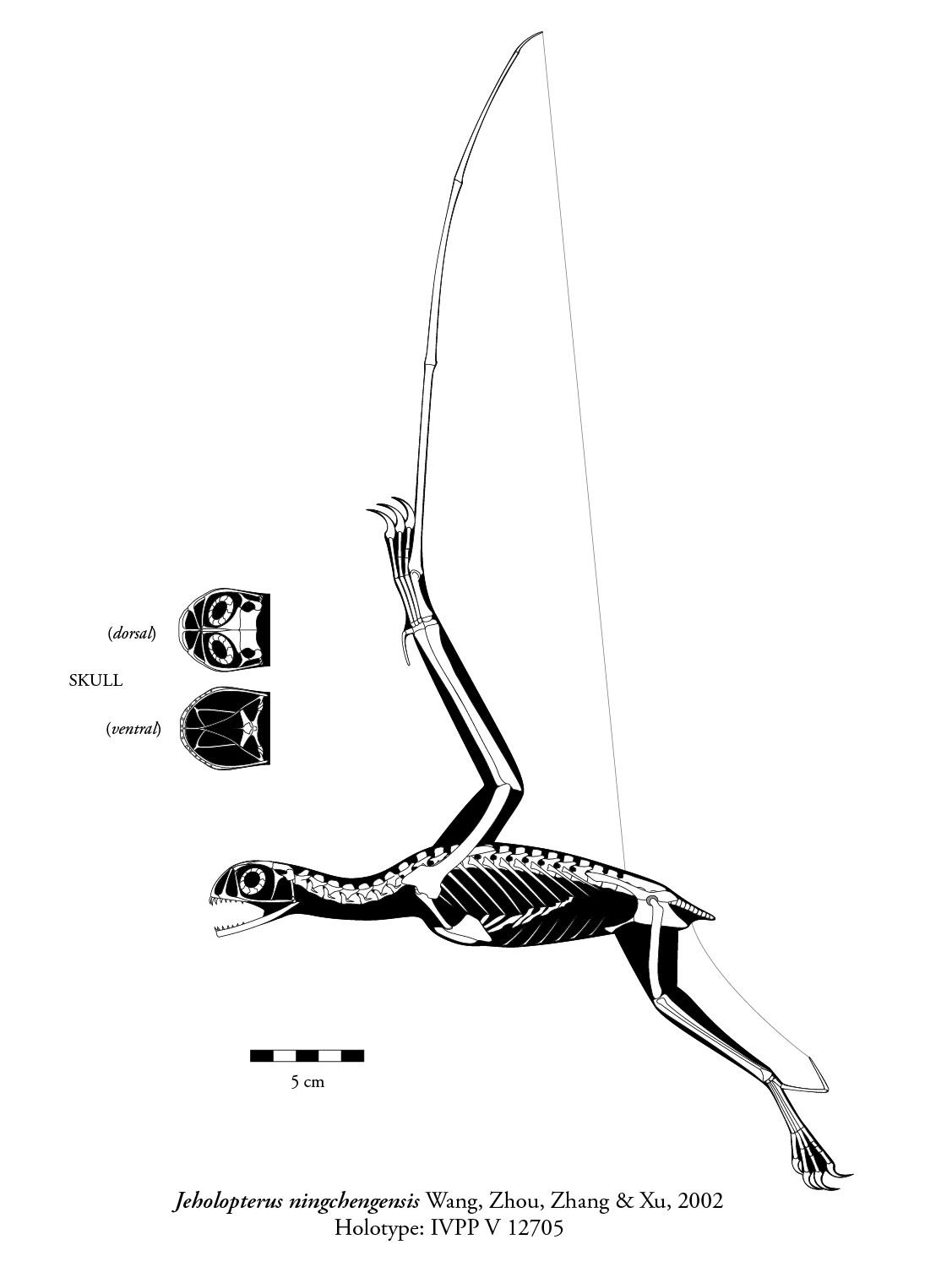
Een weergave van het skelet door Mike Hanson

Het holotype, IVPP V 12705, is gevonden in een meerafzetting van de Daohugoulaag. Volgens de beschrijvers behoort die tot de Yixianformatie en stamt dan uit het vroege Krijt. Volgens anderen echter is de laag veel ouder en stamt uit het Jura. Het fossiel bestaat uit een vrijwel volledig skelet van een volwassen of bijna-volwassen dier bewaard op beide helften van een gespleten plaat. Het ligt grotendeels in verband maar is wel platgedrukt. Niet alleen de botten zijn bewaard maar ook de omzettingsresten (dus geen afdrukken) van weke delen, zoals haren en de membranen. In de omvang daarvan was het fossiel op het moment van de vondst voor een pterosauriër uniek. Het exemplaar is met de rug naar ons gekeerd; alleen de schedel zou verdraaid en van onderen zichtbaar zijn.

## Beschrijving
Jeholopterus is een vrij kleine pterosauriër met een geschatte spanwijdte van negentig centimeter voor het holotype. Er zijn veel kleinere specimina bekend maar dat betreft wellicht alle onvolwassen dieren; het is daarom wel verondersteld dat het holotype de kleinste bekende volwassen pterosauriër vertegenwoordigt.
De schedel is plat, hoog en erg breed en heeft een lengte van 28 millimeter; maar half zo lang als de nek terwijl bij andere bekende anurognathiden de verhouding ongeveer één op één is. De meeste tanden zijn kort en kegelvormig; die in de voorste praemaxilla van de bovenkaken langer dan die in de achterste maxilla. Er staan ook tanden in de onderkaken. Sommige tanden zijn langer en gekromd. De nek heeft zeven of acht halswervels die kort en breed zijn met korte nekribben. Er zijn twaalf of dertien ruggenwervels — afhankelijk van de vraag of men de voorste tot de halswervels wil rekenen. Er zijn drie sacrale wervels. Er zijn geen staartwervels bewaard gebleven, maar Wang ging ervan uit dat er toch een korte staart aanwezig was; de haren daarvan zouden zichtbaar zijn. Er zijn vijf paar buikribben.
De schouderbladen zijn langgerekt (49 millimeter) en dun en vergroeid met de ravenbeksbeenderen tot een duidelijk zichtbare beenring. De vleugels zijn fors en relatief groot ten opzichte van de achterpoten. Het opperarmbeen is robuust gebouwd maar langgerekt (62 millimeter). De ellepijp is met 89 millimeter duidelijk langer dan het spaakbeen (82 millimeter). Twee van de bovenste polsbeentjes zijn samengegroeid; er zijn twee onderste polsbeentjes. Het os pteroide is smal en klein en naar het lichaam gericht; het is niet volledig geprepareerd om de resten van het erdoor ondersteunde propatagium, de vlieghuid tussen arm en nek, niet te beschadigen. Het staat in het specimen haaks op de pols en David Unwin heeft dat aangevoerd als bewijs voor zijn hypothese dat het pteroïde tijdens de vlucht recht naar voren stond; anderen menen echter dat dit gewoon een gevolg is geweest van het opvouwen van het propatagium doordat bij het fossiel de vleugel ingeklapt is. De middenhandsbeenderen zijn erg kort voor een pterosauriër met een lengte van ongeveer achttien millimeter. De drie eerste vingers dragen lange, scherpe en sterk gekromde klauwen. De vleugelvinger is relatief lang. De vier kootjes hebben aan de rechterkant een aflopende lengte van 93, 82, 60 en 16 millimeter; aan de linkerkant van >83, 79, 61 en 18 millimeter.

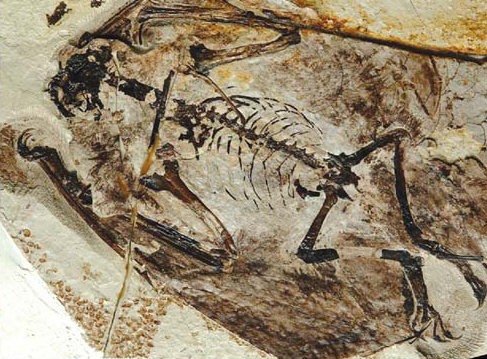
IVPP V 12705

De bekkenbeenderen hebben geen bijzondere kenmerken voor pterosauriër, met een lang darmbeen en een tot een ischiopubis samengegroeid zitbeen en schaambeen. Alleen de linkerprepubis is bewaard gebleven en is lang en dun, zoals normaal is bij basale pterosauriërs. De benen zijn robuust gebouwd. Het dijbeen heeft een lengte van vier, het scheenbeen van vijf centimeter; de tibia is daarmee korter dan het opperarmbeen in plaats van ongeveer even lang zoals typisch is voor anurognathiden. Het kuitbeen is gereduceerd tot de bovenste helft van het scheenbeen. De eerste vier middenvoetsbeenderen hebben een geschatte lengte van 22 millimeter. De formule van de teenkootjes is 2-3-4-5-2. De benedenste teenkootjes zijn bij tenen twee tot en met vier langer dan de bovenste. De klauwloze vijfde teen is verlengd en is met zijn twee kootjes naar het midden gericht, als drager van een membraan, het cruropatagium. Het eerste kootje van de vijfde teen is langer dan de middenvoetsbeenderen; het tweede kootje is recht. Deze laatste twee eigenschappen zijn volgens Wang unieke kenmerken, ofwel autapomorfieën, van het taxon; Fabio Marco Dalla Vecchia ziet ze echter als mogelijke plesiomorfieën, van voorouders geërfde eigenschappen, omdat ze weliswaar niet bij de nauwste verwanten van Jeholopterus voorkomen maar wel bij andere pterosauriërs. Ook de teenklauwen zijn erg lang, gekromd en scherp, zij het minder dan de handklauwen.

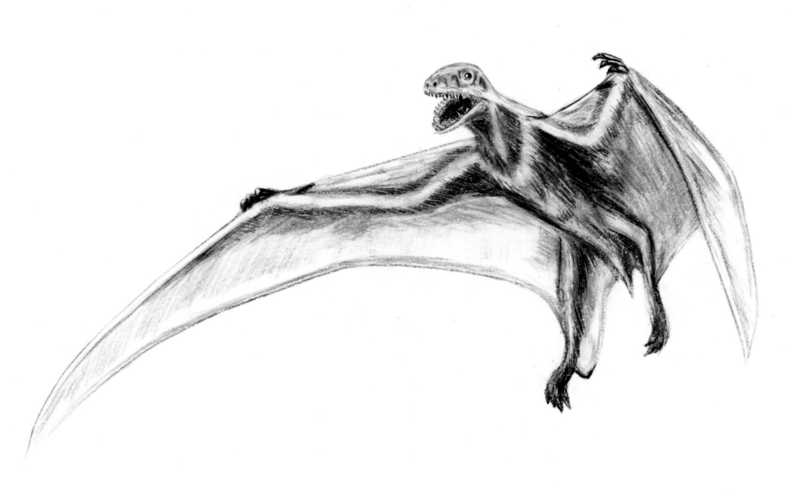
Een interpretatie van de positie van de vlieghuid

Van de zachte delen zijn de omzettingsresten van de vleugelmembranen gedeeltelijk bewaard gebleven en zichtbaar als bruine verkleuringen van het gesteente. Vooral de punt van de vleugel is duidelijk waarneembaar. Volgens Wang is ook te zien dat de vleugel aan de enkel verbonden is maar die interpretatie is omstreden en wordt door Dalla Vecchia ontkend: omdat de vijfde tenen bij het fossiel juist naar buiten gericht zijn, kan het ook om een stuk van het daardoor over de onderbeen lopende cruropatagium gaan, de vlieghuid tussen de benen. Dit vlies liep in een boogje richting staartbasis; het is niet te zien of de staart zelf ermee verbonden was, mede omdat de botten daarvan ontbreken. De vezels van de vleugelhuid waren langer dan die van het cruropatagium. Dergelijke vezels zijn ook zichtbaar bij de tenen, volgens Wang een indicatie dat ook die een vlies droegen; volgens Dalla Vecchia is dit echter onwaarschijnlijk omdat ze bij een teenvlies niet nodig waren en ze ook zouden betekenen dat de vijfde teen zowel aan een cruropatagium als aan de andere tenen was verbonden.
In 2009 publiceerde de Braziliaanse paleontoloog Alexander Kellner de resultaten van een onderzoek naar de vlieghuid van Jeholopterus, waarvan de goede conservering het mogelijk maakte de interne structuur te bepalen. Kellner stelde vast dat er drie lagen parallel lopende vezels in het membraan aanwezig waren, verbonden door spierweefsel; hierdoor konden welving en stijfheid van de vleugel perfect gereguleerd worden. Door de toevallige tafonomische omstandigheden van het bedolven raken van het kadaver waren stukken membraan soms op elkaar terechtgekomen; dan ontstond door de kruisende lagen een netvormig patroon in het fossiel. De vlieghuid was het stijfst bij de punt van de vleugel en soepeler naast het lichaam.

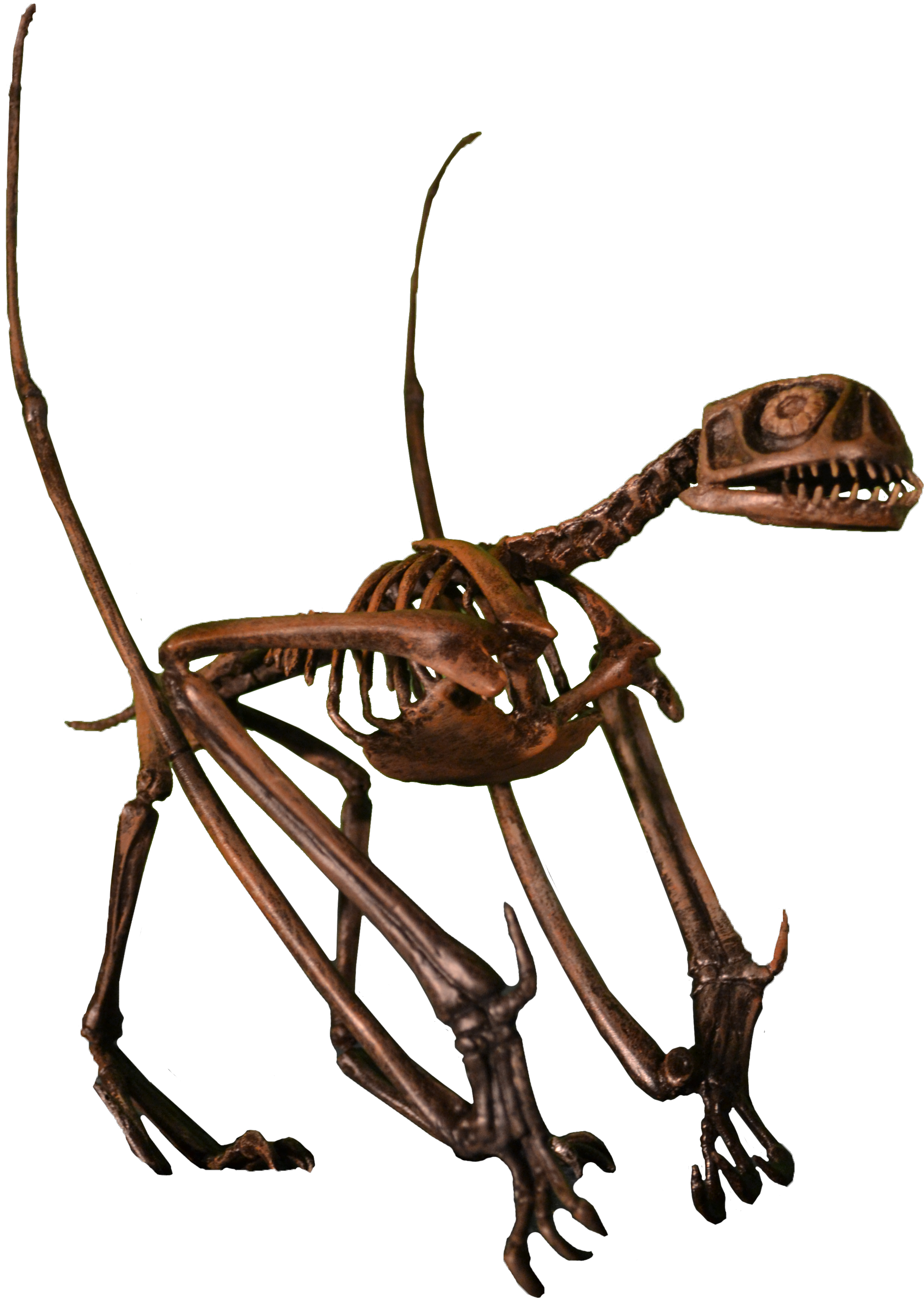
Een skeletmodel

Op het lichaam zijn ook haren zichtbaar: vezelstructuren die van de membraanvezels verschillen door hun kortere lengte, buiging, golving en het feit dat ze taps toelopen — hoewel de vezels van het cruropatagium dit kenmerk ook bezitten, wat volgens Dalla Vecchia een aanwijzing is dat het daarbij om haren gaat. Ze komen ook in bosjes voor en los op de fossiele plaat. De lengte is vijf à tien millimeter. Wang ziet deze als een aanwijzing voor een vacht. Daarbij duidt hij de structuren als <<"haren">> aan, waarbij de aanhalingstekens aangeven dat hij het mogelijk acht dat ze homoloog zijn aan de (proto)veren van dinosauriërs. Volgens Wang waren de haren ook op de vlieghuid aanwezig.
Na het holotype zijn nog andere exemplaren gevonden maar die zijn nog niet beschreven. Eén ervan, specimen CAGS-IG-02-81, betreft een jong dier met een dijbeenlengte van tweeëntwintig millimeter, en laat net als het holotype uitgebreide resten van membranen en een vacht zien.

## Fylogenie
Jeholopterus is geplaatst in de Anurognathidae. Kellner publiceerde in 2003 een kladistische analyse die als uitkomst had dat de soort meer bepaaldelijk behoorde tot de klade Asiaticognathidae (materieel overeenkomend met de Batrachognathinae Kellner 2009); in een analyse van Lü Junchang van 2006 was Jeholopterus de zustersoort van Batrachognathus.
|  | Sinomacrops bondei     |
|  |                        |
|  | Batrachognathus volans |
|  |                        |

|  | Jeholopterus ningchengensis                                                           |
|  |                                                                                       |
|  | \| \| Anurognathus ammoni \| \| \| \| \| \| Vesperopterylus lamadongensis \| \| \| \| |
|  |                                                                                       |
|  | Anurognathus ammoni                                                                   |
|  |                                                                                       |
|  | Vesperopterylus lamadongensis                                                         |
|  |                                                                                       |

|  | Anurognathus ammoni           |
|  |                               |
|  | Vesperopterylus lamadongensis |
|  |                               |

|  | Jeholopterus ningchengensis                                                           |
|  |                                                                                       |
|  | \| \| Anurognathus ammoni \| \| \| \| \| \| Vesperopterylus lamadongensis \| \| \| \| |
|  |                                                                                       |
|  | Anurognathus ammoni                                                                   |
|  |                                                                                       |
|  | Vesperopterylus lamadongensis                                                         |
|  |                                                                                       |

|  | Anurognathus ammoni           |
|  |                               |
|  | Vesperopterylus lamadongensis |
|  |                               |

|  | Jeholopterus ningchengensis                                                           |
|  |                                                                                       |
|  | \| \| Anurognathus ammoni \| \| \| \| \| \| Vesperopterylus lamadongensis \| \| \| \| |
|  |                                                                                       |
|  | Anurognathus ammoni                                                                   |
|  |                                                                                       |
|  | Vesperopterylus lamadongensis                                                         |
|  |                                                                                       |

|  | Anurognathus ammoni           |
|  |                               |
|  | Vesperopterylus lamadongensis |
|  |                               |

|  | Jeholopterus ningchengensis                                                           |
|  |                                                                                       |
|  | \| \| Anurognathus ammoni \| \| \| \| \| \| Vesperopterylus lamadongensis \| \| \| \| |
|  |                                                                                       |
|  | Anurognathus ammoni                                                                   |
|  |                                                                                       |
|  | Vesperopterylus lamadongensis                                                         |
|  |                                                                                       |

|  | Anurognathus ammoni           |
|  |                               |
|  | Vesperopterylus lamadongensis |
|  |                               |

|  | Sinomacrops bondei     |
|  |                        |
|  | Batrachognathus volans |
|  |                        |

|  | Jeholopterus ningchengensis                                                           |
|  |                                                                                       |
|  | \| \| Anurognathus ammoni \| \| \| \| \| \| Vesperopterylus lamadongensis \| \| \| \| |
|  |                                                                                       |
|  | Anurognathus ammoni                                                                   |
|  |                                                                                       |
|  | Vesperopterylus lamadongensis                                                         |
|  |                                                                                       |

|  | Anurognathus ammoni           |
|  |                               |
|  | Vesperopterylus lamadongensis |
|  |                               |

|  | Jeholopterus ningchengensis                                                           |
|  |                                                                                       |
|  | \| \| Anurognathus ammoni \| \| \| \| \| \| Vesperopterylus lamadongensis \| \| \| \| |
|  |                                                                                       |
|  | Anurognathus ammoni                                                                   |
|  |                                                                                       |
|  | Vesperopterylus lamadongensis                                                         |
|  |                                                                                       |

|  | Anurognathus ammoni           |
|  |                               |
|  | Vesperopterylus lamadongensis |
|  |                               |

|  | Jeholopterus ningchengensis                                                           |
|  |                                                                                       |
|  | \| \| Anurognathus ammoni \| \| \| \| \| \| Vesperopterylus lamadongensis \| \| \| \| |
|  |                                                                                       |
|  | Anurognathus ammoni                                                                   |
|  |                                                                                       |
|  | Vesperopterylus lamadongensis                                                         |
|  |                                                                                       |

|  | Anurognathus ammoni           |
|  |                               |
|  | Vesperopterylus lamadongensis |
|  |                               |

|  | Jeholopterus ningchengensis                                                           |
|  |                                                                                       |
|  | \| \| Anurognathus ammoni \| \| \| \| \| \| Vesperopterylus lamadongensis \| \| \| \| |
|  |                                                                                       |
|  | Anurognathus ammoni                                                                   |
|  |                                                                                       |
|  | Vesperopterylus lamadongensis                                                         |
|  |                                                                                       |

|  | Anurognathus ammoni           |
|  |                               |
|  | Vesperopterylus lamadongensis |
|  |                               |

|  | Sinomacrops bondei     |
|  |                        |
|  | Batrachognathus volans |
|  |                        |

|  | Jeholopterus ningchengensis                                                           |
|  |                                                                                       |
|  | \| \| Anurognathus ammoni \| \| \| \| \| \| Vesperopterylus lamadongensis \| \| \| \| |
|  |                                                                                       |
|  | Anurognathus ammoni                                                                   |
|  |                                                                                       |
|  | Vesperopterylus lamadongensis                                                         |
|  |                                                                                       |

|  | Anurognathus ammoni           |
|  |                               |
|  | Vesperopterylus lamadongensis |
|  |                               |

|  | Jeholopterus ningchengensis                                                           |
|  |                                                                                       |
|  | \| \| Anurognathus ammoni \| \| \| \| \| \| Vesperopterylus lamadongensis \| \| \| \| |
|  |                                                                                       |
|  | Anurognathus ammoni                                                                   |
|  |                                                                                       |
|  | Vesperopterylus lamadongensis                                                         |
|  |                                                                                       |

|  | Anurognathus ammoni           |
|  |                               |
|  | Vesperopterylus lamadongensis |
|  |                               |

|  | Jeholopterus ningchengensis                                                           |
|  |                                                                                       |
|  | \| \| Anurognathus ammoni \| \| \| \| \| \| Vesperopterylus lamadongensis \| \| \| \| |
|  |                                                                                       |
|  | Anurognathus ammoni                                                                   |
|  |                                                                                       |
|  | Vesperopterylus lamadongensis                                                         |
|  |                                                                                       |

|  | Anurognathus ammoni           |
|  |                               |
|  | Vesperopterylus lamadongensis |
|  |                               |

|  | Jeholopterus ningchengensis                                                           |
|  |                                                                                       |
|  | \| \| Anurognathus ammoni \| \| \| \| \| \| Vesperopterylus lamadongensis \| \| \| \| |
|  |                                                                                       |
|  | Anurognathus ammoni                                                                   |
|  |                                                                                       |
|  | Vesperopterylus lamadongensis                                                         |
|  |                                                                                       |

|  | Anurognathus ammoni           |
|  |                               |
|  | Vesperopterylus lamadongensis |
|  |                               |

|  | Sinomacrops bondei     |
|  |                        |
|  | Batrachognathus volans |
|  |                        |

|  | Jeholopterus ningchengensis                                                           |
|  |                                                                                       |
|  | \| \| Anurognathus ammoni \| \| \| \| \| \| Vesperopterylus lamadongensis \| \| \| \| |
|  |                                                                                       |
|  | Anurognathus ammoni                                                                   |
|  |                                                                                       |
|  | Vesperopterylus lamadongensis                                                         |
|  |                                                                                       |

|  | Anurognathus ammoni           |
|  |                               |
|  | Vesperopterylus lamadongensis |
|  |                               |

|  | Jeholopterus ningchengensis                                                           |
|  |                                                                                       |
|  | \| \| Anurognathus ammoni \| \| \| \| \| \| Vesperopterylus lamadongensis \| \| \| \| |
|  |                                                                                       |
|  | Anurognathus ammoni                                                                   |
|  |                                                                                       |
|  | Vesperopterylus lamadongensis                                                         |
|  |                                                                                       |

|  | Anurognathus ammoni           |
|  |                               |
|  | Vesperopterylus lamadongensis |
|  |                               |

|  | Jeholopterus ningchengensis                                                           |
|  |                                                                                       |
|  | \| \| Anurognathus ammoni \| \| \| \| \| \| Vesperopterylus lamadongensis \| \| \| \| |
|  |                                                                                       |
|  | Anurognathus ammoni                                                                   |
|  |                                                                                       |
|  | Vesperopterylus lamadongensis                                                         |
|  |                                                                                       |

|  | Anurognathus ammoni           |
|  |                               |
|  | Vesperopterylus lamadongensis |
|  |                               |

|  | Jeholopterus ningchengensis                                                           |
|  |                                                                                       |
|  | \| \| Anurognathus ammoni \| \| \| \| \| \| Vesperopterylus lamadongensis \| \| \| \| |
|  |                                                                                       |
|  | Anurognathus ammoni                                                                   |
|  |                                                                                       |
|  | Vesperopterylus lamadongensis                                                         |
|  |                                                                                       |

|  | Anurognathus ammoni           |
|  |                               |
|  | Vesperopterylus lamadongensis |
|  |                               |

## Levenswijze
Jeholopterus is de grootste bekende anurognathide met een vleugelspanwijdte van zo'n negentig centimeter. Hij wordt wegens de kopvorm meestal gezien als een insecteneter. Het probleem hierbij is dat tegenwoordige vogels en vleermuizen met zo'n spanwijdte geen pure insecteneters (kunnen) zijn omdat ze in die rol niet voldoende voedsel kunnen vergaren. Wang wijst er echter op dat de laag waarin Jeholopterus gevonden is veel resten van insecten (en amfibieën) bevat maar slechts weinig vissen, de alternatieve voedselbron. Aan de andere kant ziet hij de vliezen tussen de tenen en de grotere lengte van sommige tanden als aanwijzingen dat Jeholopterus toch ook vissen kon vangen.
De datering van de lagen waarin Jeholopterus voorkomt, heeft volgens Dalla Vecchia als speciaal belang dat daarmee vastgesteld kan worden of basale pterosauriërs tot in het Krijt zijn blijven bestaan. Indien dat zo is dan wijst het erop dat de eerste vogels pterosauriërs niet uit de niches van insecteneters hebben kunnen verdringen.

## Alternatieve interpretatie

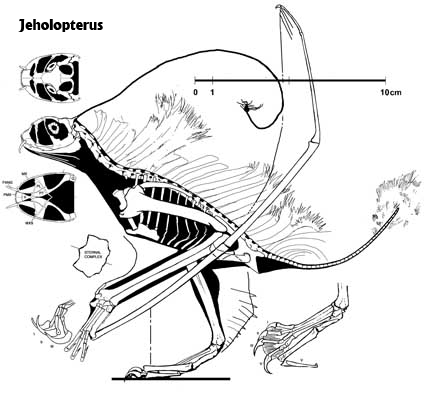
De fantasierijke interpretatie door David Peters

Volgens amateurpaleontoloog David Peters die foto's van het fossiel met Photoshop bewerkt heeft, bezit Jeholopterus vele bizarre eigenschappen die wetenschappers door directe bestudering van het exemplaar zelf niet kunnen waarnemen. Zo zou het dier een lange lokdraad op het hoofd gehad hebben en zich hebben gevoed als een vampier. Hoewel zijn hypothesen geen bijval hebben gekregen uit de wetenschappelijke wereld, heeft hij ze wel weten te publiceren in populair-wetenschappelijke tijdschriften.